# All the Boys Love Mandy Lane
Pour plus de détails, voir Fiche technique et Distribution.
All the Boys Love Mandy Lane est un film américain réalisé par Jonathan Levine en 2006. 
Le film met en scène une jeune et jolie adolescente, objet de désir auprès de tous les garçons de son lycée, qui est invitée par des camarades à passer le week-end dans un ranch. Mais une personne non conviée à la fête s'incruste, n'hésitant pas à commettre des crimes sanglants.
Présenté dans de nombreux festivals entre septembre 2006 et janvier 2008, il est sorti en salles le 15 février 2008 au Royaume-Uni et directement en vidéo en France le 3 août 2010,. Resté inédit aux États-Unis durant sept ans en raison de la faillite du distributeur initial, All the Boys Love Mandy Lane est disponible en vidéo à la demande en septembre 2013 et sort en salles en octobre 2013, distribué par Dimension Films, filiale de The Weinstein Company, qui a acquis les droits de distribution du film sur le territoire américain,,.

## Synopsis
Belle et innocente adolescente du Texas, Mandy Lane est courtisée par les garçons de son lycée, dont Dylan, qui l'invite à une fête chez lui. Elle accepte à condition qu'Emmett, son meilleur ami, puisse y assister également. Mais au cours de la soirée, Dylan et Emmett s'affrontent. Le second, assis sur le toit donnant sur la piscine en regardant Mandy, est bientôt rejoint par le premier, et le convainc de sauter pour impressionner la belle jeune femme. Mais Dylan se tue au cours du saut en se cognant la tête au bord de la piscine.
Neuf mois après cet événement tragique, Mandy, refusant d'adresser la parole à Emmett depuis l'incident, est invitée par Red, un camarade de classe, à une fête qu'il organise dans son ranch familial le week-end, en compagnie de deux autres garçons et deux autres filles. Après avoir obtenu l'autorisation de sa tante, elle part avec le groupe, qui s'arrête dans une station-service, au cours duquel elle participe à un vol de baril de bière dans un pick-up.
Le groupe arrive au ranch, l'une d'entre elles, Chloe, refuse d'entrer son véhicule à l'intérieur de peur d'abimer sa voiture avec la grille d'entrée, tandis que Mandy marche plusieurs mètres accompagné de Bird, qui essaye de la séduire, mais est interrompu par l'arrivée du contremaître des lieux, Garth.
Une fois sur les lieux, les festivités commencent en soirée : fumer, boire et jouer à Action ou vérité ? . Seule Mandy reste sobre. Après une remarque désobligeante, Jake, un des invités, sort de la maison, bientôt suivi par Marlin, sa conquête, qui lui fera une fellation dans une étable, avant que ce dernier quitte les lieux peu après, laissant la jeune femme seule. Soudain, un inconnu agresse Marlin et lui casse la mâchoire avec le canon d'un fusil de chasse, enfoncée dans sa gorge. De retour au ranch, Jake repart pour chercher son amie, la retrouvant gravement blessé devant un coin d'eau, mais il sera abattu d'une balle du fusil par l'étranger, qui prend le véhicule utilisé par ce dernier en se rendant dans la maison, où il balance des feux d'artifice sur le porche où se trouvent Mandy, Bird, Chloé et Red, bientôt rejoints par Garth, alerté par le bruit.
Bird pourchasse le conducteur et découvre que l'agresseur est en fait Emmett, qui va d'abord taillader au couteau le visage de son poursuivant au niveau des yeux, puis le poignarder à mort. Au ranch, tout est calme, Mandy s'est endormie sur la table de la cuisine, Chloe et Red, assoupis dans le canapé, sous la surveillance du contremaître, qui entend le poste de radio allumé à l'étage. Au même moment, Emmett, couvert de sang pénètre dans la maison et en profite pour caresser son amie et laissant un message à son intention. 
Redescendu au rez-de-chaussée, Garth retrouve Mandy, réveillée, qui découvre les traces et le message macabre. Ils se rendent compte qu'ils doivent quitter les lieux avec Red et Chloé, mais au moment de s'en aller, Emmet tire sur Garth, le blessant à l'épaule, tandis que Red, accompagné de Chloé, s'enfuient par l'arrière et découvrent les cadavres de leurs amis, avant d'être repérés par le tueur, qui abat le jeune homme, puis poursuit l'adolescente en voiture. Mandy, après avoir soigné Garth, part chercher les clés de la Jeep et une trousse de secours.
Toujours poursuivie, Chloé retrouve Mandy devant le ranch, qui la poignarde à l'estomac. Alors que Chloé agonise, Mandy et Emmett – ce dernier avait convenu un pacte de suicide avec Mandy après avoir commis la série de meurtres, recensés dans un journal et dont il donne les raisons. Toutefois, Mandy refuse de se donner la mort et préfère fuir, avant que Garth tire sur le jeune tueur, qui réplique en le poignardant sans toutefois le tuer.
Emmett poursuit Mandy jusque dans une fosse, où ils s'affrontent dans un duel dont la jeune femme ressortira vainqueur en frappant à mort celui qui était son ami. Par la suite, elle rejoint Garth et l'installe dans la Jeep afin de quitter le ranch.

## Fiche technique
- Titre original et français : All the Boys Love Mandy Lane
- Titre belge pour la sortie en vidéo : Tous les garçons aiment Mandy Lane[N 1]
- Réalisation : Jonathan Levine
- Scénario : Jacob Foreman
- Musique : Mark Schulz
- Directeur de la photographie : Darren Genet
- Montage : Josh Noyes
- Distribution des rôles : Deanna Brigidi et Nick Schutt
- Décors : Thomas S. Hammock
- Direction artistique : Megan Hutchison
- Costumes : Michelle Lynette Bush
- Producteurs : Chad Feehan, Felipe Marino et Joe Naurauter
  - Coproducteur : Brian Udovich
  - Producteur délégué : Keith Calder
- Société de production : Occupant Films
- Distribution : Optimum Releasing (Royaume-Uni), Wild Side Video (France, vidéo)
- Budget : 750 000 USD
- Genre : Thriller, horreur
- Pays :  États-Unis
- Langue : anglais
- Format : Couleur – 35 mm – 2.35:1 — Son Dolby Digital
- Dates de sortie : 
  -  Royaume-Uni : 15 février 2008
  -  États-Unis : 11 octobre 2013 (sortie limitée)
  -  France : 3 août 2010 (directement en vidéo)
- Interdit aux moins de 12 ans lors de sa sortie en France

## Distribution
- Amber Heard (VF : Élisabeth Ventura) : Mandy Lane
- Anson Mount (VF : Anatole de Bodinat) : Garth
- Whitney Able : Chloe
- Michael Welch (VF : Donald Reignoux) : Emmet
- Edwin Hodge (VF : Diouc Koma) : Bird
- Aaron Himelstein (VF : Alexis Tomassian) : Red
- Luke Grimes (VF : Axel Kiener) : Jake
- Melissa Price : Marlin
- Adam Powell (VF : Fabrice Josso) : Dylan
- Peyton Hayslip : Jo, la tante de Mandy
- Brooke Bloom : Jen, la cousine de Mandy
- Robert Earl Keen : le camionneur au baril de bière

Sources et légende : Version Française (V.F.) sur DVD Zone 2

## Production
All the Boys Love Mandy Lane marque le premier rôle important d'Amber Heard au cinéma. Aaron Himelstein (Red) est ami avec Michael Welch (Emmet) avant le tournage. De plus, Himelstein retrouvera Amber Heard l'année suivante pour le film Remember the Daze.
Le tournage du film s'est déroulé à Austin et Bastrop, villes du Texas, mais également à Santa Clarita, en Californie. Le ranch utilisé pour le film a appartenu un temps à la famille de la chanteuse et comédienne Hilary Duff,. La légende locale affirmerait que John Wilkes Booth, l'assassin du président Abraham Lincoln ait travaillé en tant que cocher pour les propriétaires du ranch. Après s'être évadé, il se serait fait engager par les propriétaires, bien qu'ils savaient qui il était. À sa mort, ils l'enterrèrent dans une tombe anonyme, près d'un arbre que l'on aperçoit dans l'une des scènes du film.
Le producteur Chad Feehan et le coproducteur Brian Udovich apparaissent dans le film dans les rôles des entraîneurs de football des écoles secondaires.

## Sortie

### Sortie retardée
Bien que le film ait été tourné en 2006 et présenté dans des festivals français, américains, canadiens et britanniques de fin 2006 au milieu de l'année 2008, il n'est pas sorti en salles aux États-Unis.
Dans une interview sur le site Écran Large, le réalisateur Jonathan Levine explique pourquoi le film a mis du temps à sortir, notamment en France (où il est sorti directement en DVD) : 

« Je ne saurais dire exactement pour la France, mais aux États-Unis, c'est une histoire presque aussi terrifiante que celle du film. En fait, nous l'avons vendu à une société de distribution : The Weinstein Company et leur filiale Dimension Films. Le film a été présenté à la séance de minuit du Festival de Toronto, en septembre 2006, donc il y a presque quatre ans, et les spectateurs l'ont adoré. Mais la société de distribution a connu un échec (le diptyque Grindhouse), et ils sont devenus indécis au sujet du film. Cela a été très dur, le producteur a essayé de récupérer le film pour le distribuer lui-même, ce qui a donné lieu à une bataille de droits. C'est formidable de pouvoir faire des films de manière indépendante, garder une pureté et une liberté, mais finalement, le sort du film réside entre les mains du distributeur. Et cela peut se résumer à de simples questions financières. »

— Jonathan Levine, interview pour le site Écran Large, Vincent Julé, 2010.
Mais sept ans après le tournage du film, le 8 mars 2013, la presse annonce que The Weinstein Company, via sa filiale RADiUs-TWC, a acquis les droits de distribution en salles aux États-Unis pour le sortir à l'été 2013,.
Le film fut présenté à plusieurs festivals : 
- Canada

9 septembre 2006 (Toronto International Film Festival)
12 juillet 2008 (Fantasia Film Festival)
- États-Unis

10 mars 2007 (South by Southwest Film Festival)
23 juillet 2010 (Comic-Con International Independent Film Festival)
- Allemagne

30 juillet 2007 (Fantasy Filmfest)
- Royaume-Uni

24 août 2007 (London FrightFest Film Festival)
- France

21 décembre 2007 (French Cinemathèque)
25 janvier 2008 (Festival international du film fantastique de Gérardmer)
29 mars 2008 (Lyon L'Étrange Festival)

### Accueil critique
All the Boys Love Mandy Lane a rencontré un accueil critique mitigé dans les pays anglophones, obtenant 40% d'avis favorables sur le site Rotten Tomatoes, basé sur cinquante commentaires collectés et une note moyenne de 4,8⁄10 et un score moyen de 41⁄100 sur le site Metacritic, basé sur douze commentaires collectés. En France, les commentaires concernant le long-métrage ont été positifs, obtenant une note moyenne de 3⁄4 sur le site Comme au cinéma, basé sur quatre commentaires collectés.
Pour Fausto Fasulo, de Mad Movies, il s'agit d'«un VRAI film d’horreur, aussi brutal que ses décors sont arides et aussi sincère que ses personnages sont cruels» et Gilles Penso, de L'Écran fantastique, All the Boys Love Mandy Lane est « un premier film qui ose marier l’horreur et la poésie pour un très surprenant cocktail».  
L.H. de Technikart note qu'«entre ce film-là et le suivant (Wackness [...]), tout le cinéma voit Levine gros comme une maison : un réal’ avec assez de jugeote pour mettre de très jolies filles devant sa caméra et ce qu’il faut de surmoi arty pour ne jamais passer pour un geek ». Éric Coubard, de Brazil ajoute que le long-métrage a « une approche très seventies, des effets sonores classiques pour vous surprendre et des meurtres sanglants parcourent son œuvre. L’élève a bien retenu la leçon.» Le magazine TV Grandes Chaînes émet un avis sur le film : « Doté d'un scénario machiavélique, ce film d'horreur inédit en France évoque, en filigrane, le massacre du lycée de Columbine, aux États-Unis. À découvrir absolument. »
Le 29 février 2012, All the Boys Love Mandy Lane a obtenu une note moyenne de 5.7⁄10 sur le site Internet Movie Database et une note moyenne de 2.8⁄5 sur le site Allociné.

### Box-office
Bien que le film ait été distribué en salles aux États-Unis, pays d'origine du film, sept années après sa présentation au Festival de Toronto, et soit sorti directement en vidéo  en France, le film est parvenu à dépasser son budget initial de 750,000 $, grâce aux recettes mondiales, qui ont atteint près de 1,9 million de dollars. Toutefois, les recettes engrangées lors de sa sortie limitée sur le territoire américain ne sont pas connues.
Le film totalise 7 606 entrées en Suisse,, 46 439 entrées en Allemagne , 2 796 entrées en Finlande, 38 958 entrées en Grande-Bretagne, 14 268 entrées aux Pays-Bas, 16 227 entrées en Autriche, 3 024 entrées en Suède, 4 081 entrées au Portugal et 25 813 entrées en Turquie.
| Pays                | Box-office | Pays        | Box-office | Pays           | Box-office |
| ------------------- | ---------- | ----------- | ---------- | -------------- | ---------- |
| Autriche            | 177,051 $  | Bahreïn     | 22,531 $   | Égypte         | 18,047 $   |
| Finlande            | 20,997 $   | Allemagne   | 482,500 $  | Jordanie       | 1,724 $    |
| Liban               | 8,101 $    | Mexique     | 75,989 $   | Pays-Bas       | 135,850 $  |
| Oman                | 2,382 $    | Pérou       | 136,342 $  | Portugal       | 20,596 $   |
| Qatar               | 14,859 $   | Singapour   | 18,887 $   | Afrique du Sud | 30,271 $   |
| Suède               | 39,650 $   | Suisse      | 106,174 $  | Turquie        | 114,803 $  |
| Émirats arabes unis | 77,035 $   | Royaume-Uni | 400,851 $  | États-Unis     | N/A        |

## Musique du film
- In Anticipation of Your Suicide, par Bedroom Walls
- 84, par Nude (en)
- Slowly, Just Breathe, par Dead Waves
- Good Day, par Kunek
- Our Lips Are Sealed, par The Go-Go's
- Thin Air, par The Defibulators
- Sister Golden Hair, par Gerry Beckley
- Do Ya, par Peaches
- Piano Concerto No. 5 in E Flat Major, Second Movement, par Ludwig van Beethoven
- Oh Molly Dear, par B. F. Shelton (en)
- You Take the Fall, par The Sunday Drivers [N 3]
- Free Stress Test, par Professor Murder
- Dreadful Selfish Crime, par Robert Earl Keen
- Yup Yes Yeah, par Buffalo Roam
- Green Zone, par Mark Schulz
- One Of Us Is Dead, par The Earlies
- The Rundown, par S.W.E.A.T.
- Sealed With a Kiss, par Bobby Vinton

## Vidéographie
- 2010 : All the Boys Love Mandy Lane , 1 DVD Réf 0101853 Édition Wild Side Vidéo -  Sorti le 3 août 2010[19].
- 2010 : All the Boys Love Mandy Lane , 1 Blu-Ray Réf 0101854 Édition Wild Side Vidéo -  Sorti le 3 août 2010[19].